# Jang Li-wej
Jang Li-wej (čínsky pchin-jinem Yáng Lìwěi, znaky zjednodušené 杨利伟, tradiční 楊利偉, * 21. června 1965, Suej-čung, provincie Liao-ning), původně vojenský pilot, je roku 1998 členem oddílu čínských kosmonautů. Roku 2003 vzlétl do vesmíru jako první kosmonaut z Čínské lidové republiky.

## Mládí, pilot, kosmonaut
Jang Li-wej se narodil 21. června 1965 ve městě Chu-lu-tao, které leží v okresu Suej-čung v městské prefektuře Chu-lu-tao provincie Liao-ning na severovýchodě Číny. Jeho matka pracovala jako učitelka, otec jako účetní státního statku.
Po dokončení střední školy roku 1983 zahájil studia na vojenské letecké škole. Roku 1987 ji absolvoval, poté byl stíhacím pilotem letectva Čínské lidové osvobozenecké armády. Na různých typech letadel nalétal přes 1350 hodin.
V letech 1995–1998 prošel výběrem budoucích kosmonautů, ve kterém bylo v lednu 1998 z 1500 pilotů vybráno 12 budoucích kosmonautů. Poté prodělal patřičný výcvik, včetně krátké stáže ve Středisku přípravy kosmonautů v Hvězdném městečku v Rusku.

## Kosmický let
V květnu 2003 se objevila informace, že patří k užšímu výběru kandidátů pro první čínský pilotovaný kosmický let. Do vesmíru odstartoval 15. října 2003 v 1:00 UTC (9:00 pekingského času) Jang Li-wej na palubě kosmické lodi Šen-čou 5 nesené raketou Dlouhý pochod 2F z kosmodromu Ťiou-čchüan v provincii Kan-su. Start, kterému byl osobně přítomen čínský prezident Chu Ťin-tchao, byl předem oznámen, avšak z obavy před případným selháním nebyl vysílán televizí v přímém přenosu. Let proběhl zcela bez závad. Kosmonaut během něj poobědval, promluvil s ministrem obrany. Televize vysílala záběry Janga, jak v kabině kosmické lodi ukazuje vlaječky ČLR a OSN a zdraví obyvatele celého světa, kolegy kosmonauty z Expedice 7 na Mezinárodní vesmírné stanici, občany Číny včetně Hongkongu a Macaa, obyvatele Tchaj-wanu i Číňany v zahraničí. Pohovořil také s manželkou a synem.

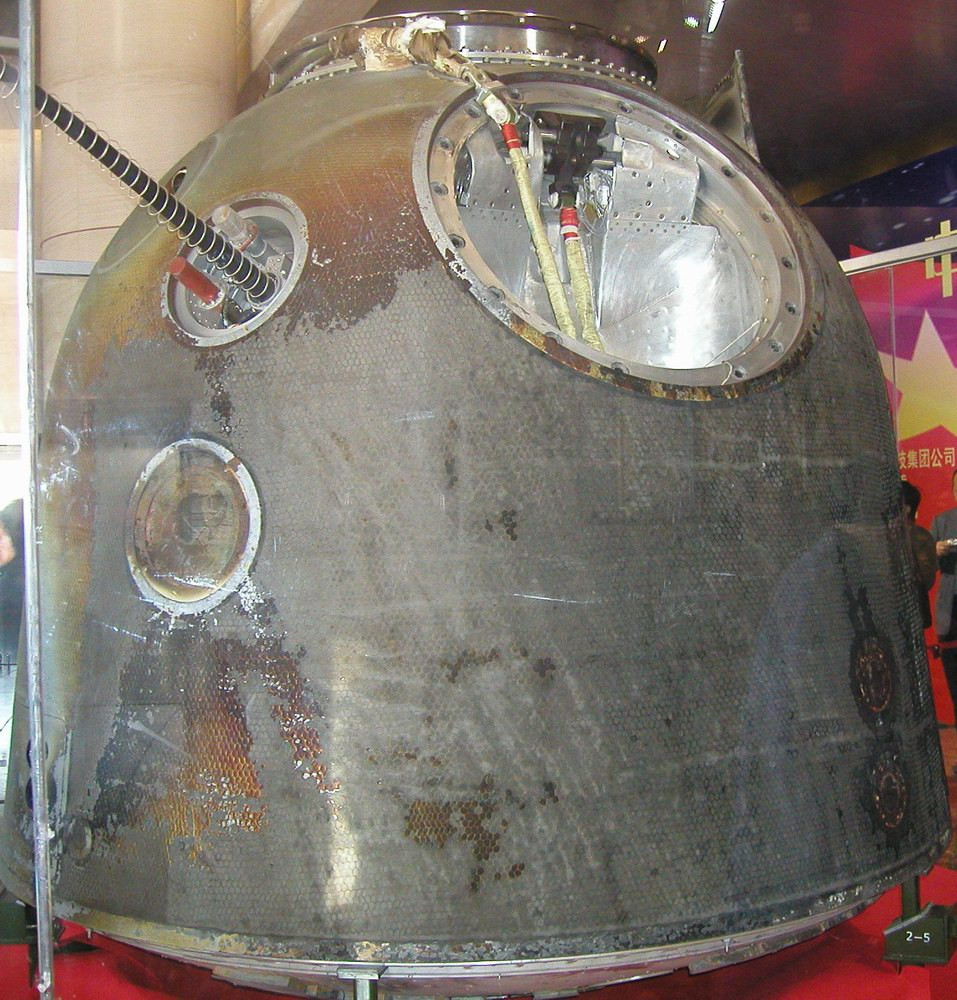
Návratový modul lodi Šen-čou 5 v muzeu

Po 14 obězích Země ve výšce 331 až 338 km návratový modul 16. října ve 22:23 UTC úspěšně přistál v plánované oblasti ve stepích Vnitřního Mongolska 4,8 km od plánovaného místa. Let trval 21 hodin a 23 minut.

## Po letu
Po přistání Jangovi blahopřál premiér Wen Ťia-pao, o několik dní později mu bylo oznámeno povýšení na plukovníka a obdržel četná vyznamenání. To, že Čína dokázala jako třetí země na světě (po Rusku a Spojených státech) vyslat vlastními silami člověka do vesmíru, vyvolalo v této zemi velkou vlnu národní hrdosti.
Po letu přešel k administrativní a organizátorské práci, stal se zástupcem ředitele Čínského střediska pro výzkum a výcvik kosmonautů a zástupcem ředitele čínského pilotovaného kosmického programu.
Jang Li-wej je ženatý, jeho manželka také pracuje v čínském kosmickém programu, mají jednoho syna.

## Zajímavosti
Na jeho počest nese jeho jméno planetka (21064) Yangliwei.
V rozhovoru pro státní televizi Jang Li-wej po návratu na Zemi popřel desetiletí tradované tvrzení o viditelnosti Velké čínské zdi z vesmíru.
Přestože je Jang prvním čínským občanem, který uskutečnil let do vesmíru, není prvním člověkem čínského původu, jemuž se to podařilo. Taylor Wang, rodák ze Šanghaje byl členem posádky amerického raketoplánu v roce 1985. V té době však již deset let měl občanství USA.